# 达伦·安布罗斯
戴倫·保羅·岩布斯（英語：Darren Paul Ambrose，1984年2月29日—）是一名英格蘭足球運動員，司職中場，出身葉士域治，曾效力紐卡素、查爾頓、水晶宮和伯明翰城，於2014年重返母會英冠的葉士域治效力。

## 生平

### 球會
伯明翰城
2012年7月13日岩布斯加盟伯明翰城，簽約兩年，具體的轉會費沒有透露，據報約為25萬英鎊。他於8月14日在聯賽盃5-1擊敗班列特的處子秀即取得首個入球，並於2012/13年球季揭幕戰主場1-1賽和查爾頓正選上陣。

### 國家隊
岩布斯曾代表英格蘭在多個年齡級別參加青少年國際賽，最終晉升至U21小國腳，但一直未能成為大國腳。由於其祖父母是在愛爾蘭出生而具有代表愛爾蘭國家隊參加國際賽的資格，惟從未獲得徵召。

## 榮譽
- 英冠每月最佳球員：2009年11月；

## 外部連結
- 足球数据库：戴倫·岩布斯的球员统计数据
- Profile （页面存档备份，存于） at Birmingham City F.C. website